# Sociolecte
En sociolinguistique, le terme sociolecte dénomme une variété autre que régionale d’une langue donnée, employée par une certaine catégorie de locuteurs. Dans la linguistique américaine surtout, une telle variété est aussi appelée « dialecte social »,, appellation présente dans la linguistique française également.
Les définitions données au sociolecte diffèrent en fonction des catégories de locuteurs considérées. Certains linguistes la limitent aux classes sociales (élite, classe moyenne, classe ouvrière, etc.),,,,. Chez d’autres linguistes, ce terme devient conventionnel, puisqu’il se réfère également à d’autres types de catégories de locuteurs : occupationnelles, professionnelles et d’âge,,,. Des variétés considérées comme des sociolectes sont tout d’abord les argots et les jargons. Certains linguistes incluent parmi les sociolectes les variétés utilisées par des groupes ethniques, comme celles groupées sous le nom de Black English « anglais noir », parlées en Amérique du Nord par les descendants des esclaves d’origine africaine. De telles variétés sont appelées autrement « ethnolectes ». Les registres ou niveaux de langue sont également inclus parmi les sociolectes.

## Différences entre sociolectes
Les sociolectes diffèrent entre eux de plusieurs points de vue.
L’une des différences consiste en la façon dont ils sont acquis. Certains sont appris par les enfants dans le processus d’apprentissage de la parole. Tel est le registre de langue populaire des catégories de locuteurs qui n’ont pas le niveau de scolarisation suffisant pour posséder la variété standard de la langue. La plupart des autres sociolectes sont appris après l’acquisition de la parole, dans le système scolaire, par exemple la variété standard ou les langages des domaines scientifiques, ou bien dans un milieu non institutionnel, par exemple les argots,.
Une autre différence concerne la mesure dans laquelle les sociolectes ont un aspect oral et un aspect écrit. Les argots, par exemple, n’ont pas d’aspect écrit, sauf leur reflet partiel dans certaines œuvres littéraires. D’autres sociolectes ont les deux aspects, par exemple les langages des domaines scientifiques et techniques. Enfin, certains n’ont qu’un aspect écrit, tels les jargons utilisés sur internet, sur les sites de clavardage ou certains forums de discussion.
Par rapport à la variété standard de la langue, les sociolectes se groupent en standard et non standard. Sont standard les registres courant et soutenu de la langue. Les langages scientifiques et techniques sont considérés standard par certains linguistes, mais d’autres y voient des variétés non standard. Les argots et les jargons sont généralement vus comme non standard.
Les sociolectes diffèrent plus ou moins par leurs traits linguistiques. Les registres de langue sont différents par leurs vocabulaires et par certains traits grammaticaux. Les argots ont des vocabulaires spécifiques et le système grammatical des registres populaire ou familier, les langages scientifiques et techniques ont leurs vocabulaires (terminologies) spécifiques et les traits grammaticaux et discursifs des registres courant ou soutenu, avec certaines particularités.

## Rapports entre variétés (sociales et régionales)
En général, les locuteurs n’emploient pas un seul sociolecte mais au moins deux. On dit qu’ils sont en situation de diglossie. Par exemple, un lycéen peut utiliser dans sa famille la langue cultivée et dans la cour du lycée des termes d’argot scolaire.
Toutes les variétés de la langue forment un continuum, il n’y a donc pas de frontières entre elles. Certaines variétés interfèrent avec d’autres ou en influencent d’autres. Un sociolecte, par exemple, peut avoir un caractère régional. Ainsi, les élèves comme les étudiants ont un argot différent en Belgique et en France. Un exemple d’influence est celui de l’argot sur le registre familier et même sur le registre courant, par les mots d’argot qui perdent leur caractère secret et entrent d’abord dans le premier, puis dans le second, tels (fr) cambrioleur ou maquiller.

## Types de sociolectes

### Registres de langue
Les registres ou niveaux de langue sont des variétés possédées par les locuteurs en fonction de leur niveau d’instruction qui dépend dans une certaine mesure de la catégorie sociale dont ils font partie. Dans la linguistique française, par exemple, on distingue le registre courant et le registre soutenu, qui font partie de la variété standard, apprise dans le système scolaire, le registre populaire, de ceux qui n’ont pas le niveau scolaire nécessaire pour avoir acquis au moins le registre courant, et le registre familier, de ceux qui possèdent au moins le registre courant, éventuellement le registre soutenu aussi. Ces locuteurs peuvent adapter leur façon de s’exprimer à leurs diverses contextes situationnels, en utilisant, par exemple, le registre familier avec leurs amis, le registre courant – dans un bureau de l’administration publique, et le registre soutenu pour donner une conférence.

### Langages de spécialité
On entend en général par langages de spécialité ceux des domaines scientifiques, techniques, économiques, politiques etc., qui diffèrent de la langue commune par leurs terminologies. Celles-ci sont plus rigoureuses en mathématiques, en physique ou en médecine, par exemple, et moins rigoureuses dans des disciplines comme l’histoire, l’archéologie, etc. En principe, toutes ces terminologies tendent à la précision de l’expression et à l’évitement de la synonymie. Le système grammatical de ces langages est celui de la variété standard, mais ils ont aussi des spécificités comme le style nominal (emploi fréquent de noms dérivés de verbes plutôt que de verbes), l’utilisation fréquente de constructions impersonnelles, le recours à des raisonnements, la cohérence et la cohésion du discours oral et écrit,,. Certains linguistes incluent ces langages parmi les jargons, en se référant à leur incompréhension par les non-spécialistes,.

### Argot,slanget jargon
Articles détaillés : Argot, Jargon
Les termes français « argot » et « jargon », ainsi que le terme anglais slang sont empruntés par les linguistiques de diverses langues. Ils dénomment des types de sociolectes qui ont pour trait commun d’être utilisés par une certaine catégorie de locuteurs et de ne pas être compris en dehors de cette catégorie. En les considérant par deux, il y a aussi d’autres interférences entre eux, c’est pourquoi il y a des différences importantes entre linguistes quant à leur définition et caractérisation. Certains considèrent les trois termes comme des synonymes, d’autres deux d’entre eux, par exemple « argot » et slang, se référant à leur utilisation avec le même sens en français et en anglais, d’autres encore, dans la linguistique russe, par exemple, appellent « jargon » ce qui est caractérisé par d’autres comme argot ou comme slang.
Dans les linguistiques française et roumaine, on n’emploie pas le terme slang. Dans la seconde, Bidu-Vrănceanu 1997 voit la différence entre argot et jargon en ceci : les utilisateurs d’un argot s’opposent aux convenances par leur langage, cherchent à se délimiter avec son aide, et ceux de certains groupes l’utilisent pour ne pas être compris par ceux qui n’appartiennent pas à leur groupe, alors que le jargon n’est pas un langage secret ni non conformiste, bien que certains groupes l’utilisent pour se délimiter des non-initiés, mais d’autres n’ont pas une telle intention.
Dans d’autres linguistiques, certains auteurs utilisent les trois termes et délimitent le slang de l’argot. Ainsi, l’argot serait seulement le langage des malfaiteurs et le slang – le registre familier des habitants des grandes villes, qui contient du vocabulaire argotique devenu ainsi non confidentiel. Dans le même temps, ils entendent par jargon tout langage par lequel ceux qui l’utilisent veulent se distinguer de ceux qui n’apartiennent pas à leur groupe, ils considèrent donc l’argot et le slang comme des types de jargons,. Certains auteurs ajoutent en tant que trait du slang une fonction expressive, affective.
Les catégories de locuteurs qui utilisent un argot, un slang ou un jargon sont très diverses.
Certaines catégories utilisent un langage spécifique pour manifester leur appartenance à un groupe et leur qualité d’initiés, pour se délimiter des autres, et pour ne pas en être compris. Tels sont les langages appelés argots dans les linguistiques française ou roumaine et slangs dans la linguistique de langue anglaise et dans d’autres, telles la tchèque et la slovaque. Il s’agit du langage des délinquants et des détenus.
D’autres locuteurs cherchent à manifester leur appartenance à un groupe et leur qualité d’initiés, ainsi qu’à se délimiter des autres, sans vouloir ne pas être compris. On trouve leurs langages avec l’appellation « argots » dans les linguistiques française ou roumaine, et slangs dans l’anglophone et dans d’autres. Ce sont les langages des jeunes en général, des élèves, des étudiants, des militaires, de ceux unis par un passe-temps commun,. D’autres catégories ayant ces intentions sont des groupes de l’élite, comme l’étaient, par exemple, les boyards roumains de l’époque des princes régnants phanariotes (XVIIIe siècle, début du XIXe siècle), avec leur langage contenant des mots grecs non intégrés à la langue roumaine. De tels langages sont appelés « jargons » dans les linguistiques roumaine, hongroise ou russe.
Les utilisateurs des langages de spécialité mentionnés plus haut ne cherchent pas à se délimiter, mais eux non plus ne sont pas compris par les non-initiés, ce qui fait qu’on peut entendre ceux-ci parler de jargon des philosophes, des théologiens, etc.. Dans les linguistiques anglophone, roumaine ou hongroise on les appelle jargons sans connotation péjorative. Une situation à part est celui du langage des politiciens. Il peut être un langage de spécialité comme les autres, mais s’adressant au public large, il peut être utilisé avec l’intention qu’il ne soit pas compris ou pour masquer la réalité. C’est ce qu’on appelle « langue de bois ».
Les langages de certaines professions ont un aspect écrit semblable quant à leur grammaire à ceux des langages scientifiques, et un aspect oral qui mélange la terminologie à des mots employés seulement dans la parole, ressemblant aux argots quant à la formation des mots et à la grammaire. Par exemple, un informaticien français écrit ordinateur dans un ouvrage de spécialité, mais en parlant avec un collègue, il dit bécane, babasse ou chiotte. De même, un médecin français écrit placebo mais peut dire bonbon pour nommer le même en parlant avec ses confrères.
Les langages des divers métiers manuels et de certaines occupations sont eux aussi des langages de spécialité avec des vocabulaires spécifiques, également incompréhensibles pour les profanes. Ils sont surtout oraux et leur système grammatical est celui des registres populaire ou familier,.
Les locuteurs d’autres catégories sont unis par un certain passe-temps : pêcheurs sportifs, chasseurs, philatélistes, joueurs d’un certain jeu, etc. Leurs langages ont un caractère oral, expressif et affectif (le plaisir d’employer des expressions spécifiques), ainsi que la fonction d’affirmation de l’appartenance au groupe en cause.
Les langages des catégories mentionnées dans les trois derniers paragraphes sont appelés, selon les linguistiques et les auteurs, argots, ou jargons dans la linguistique française, slangs dans d’autres. Ainsi, dans les linguistiques tchèque et slovaque il y a des recherches concernant ce qu’on y appelle le slang des pharmaciens, des médecins (professions non manuelles), des potiers, des boulangers (métiers manuels), des artistes plastiques, des musiciens (arts), des ouvriers des brasseries, des postiers (occupations), etc..

### Jargon juridique
Le langage juridique constitue un exemple marquant de sociolecte professionnel : il remplit une fonction communicationnelle entre  spécialistes du droit, mais agit aussi comme marqueur d’identité professionnelle et vecteur d’exclusion sociale. Ce langage se distingue par l’usage de termes spécialisés (par exemple astreinte, forclusion, obligation in solidum), mais aussi par des caractéristiques  syntaxiques complexes : phrases longues, subordonnées enchâssées, voix passive, nominalisations fréquentes et style impersonnel.
Selon Bencherif, le français juridique s’éloigne nettement de la langue commune, à travers une combinaison d’archaïsmes, de tournures impersonnelles et d’un lexique parfois polysémique (comme les mots cause ou action, dont le sens varie selon le contexte juridique).  Cette opacité rend la langue du droit difficile à comprendre, même pour des professionnels formés.
Ce phénomène n’est pas uniquement technique, mais symbolique : comme l’a souligné Verburg, le style juridique renforce une  hiérarchisation implicite entre les juristes et les profanes. Il évoque un « paradoxe de la connaissance », où les professionnels du droit ne reconnaissent plus la difficulté du langage qu’ils emploient, parce qu’ils accèdent directement aux concepts sous-jacents  sans lire réellement la forme. Cela crée une barrière invisible mais réelle, nuisant à l’accessibilité du droit et à l’égalité devant la loi.
Des recherches psycholinguistiques, telles que Martínez et al. 2022, ont démontré que ce n’est pas tant le vocabulaire spécialisé qui rend les textes juridiques complexes, mais leur structure linguistique. En testant la compréhension et la mémorisation de versions simplifiées de contrats (phrases plus courtes, voix active, vocabulaire fréquent), les chercheurs ont constaté une nette amélioration  de la lisibilité, sans perte de précision juridique.
L’ensemble de ces travaux suggère que le jargon juridique, en tant que sociolecte, remplit une double fonction : il assure la précision interne à la profession, tout en construisant une forme de clôture linguistique qui peut renforcer la distance entre les institutions et les citoyens.

## Sources bibliographiques
- (hu) A. Jászó, Anna, « Általános ismeretek a nyelvről és a nyelvtudományról » [« Connaissances générales sur la langue et la linguistique »], A. Jászó, Anna (dir.), A magyar nyelv könyve [« Le livre de la langue hongroise »], 8e édition, Budapest, Trezor, 2007  (ISBN 978-963-8144-19-5), p. 11-72 (consulté le 7 octobre 2019)
- Bencherif, Mohammed Hichem, « Caractéristiques sémantiques et stylistiques du vocabulaire juridique français », Akofena, vol. 3, no 15,‎ mars 2025, p. 137-148 (lire en ligne, consulté le 18 juin 2025)
- (ro) Bidu-Vrănceanu, Angela et al., Dicționar general de științe. Științe ale limbii [« Dictionnaire général des sciences. Sciences de la langue »], Bucarest, Editura științifică, 1997  (ISBN 973-440229-3) (consulté le 7 octobre 2019)
- (hu) Bokor, József, « Szókészlettan » [« Lexicologie »], A. Jászó, Anna (dir.), A magyar nyelv könyve [« Le livre de la langue hongroise »], 8e édition, Budapest, Trezor, 2007  (ISBN 978-963-8144-19-5), p. 164-196 (consulté le 7 octobre 2019)
- (en) Bussmann, Hadumod (dir.), Dictionary of Language and Linguistics [« Dictionnaire de la langue et de la linguistique »], Londres  –  New York, Routledge, 1998  (ISBN 0-203-98005-0) (consulté le 7 octobre 2019)
- (en) Clyne, Michael, « Lingua Franca and Ethnolects in Europe and Beyond » [« Lingua franca et ethnolectes en Europe et au-delà »], Sociolinguistica, vol. 14, no  1, 2000, p. 83-89 (consulté le 7 octobre 2019)
- (ro) Constantinescu-Dobridor, Gheorghe, Dicționar de termeni lingvistici [« Dictionnaire de termes linguistiques »], Bucarest, Teora, 1998 ; en ligne : Dexonline (DTL) (consulté le 7 octobre 2019)
- (en) Crystal, David, A Dictionary of Linguistics and Phonetics [« Dictionnaire de linguistique et de phonétique »], 4e édition, Blackwell Publishing, 2008  (ISBN 978-1-4051-5296-9) (consulté le 7 octobre 2019)
- Dubois, Jean et al., Dictionnaire de linguistique, Paris, Larousse-Bordas/VUEF, 2002 (consulté le 16 avril 2023)
- Grevisse, Maurice et Goosse, André, Le Bon Usage. Grammaire française, Bruxelles, De Boeck Université, 2007, 14e édition,  (ISBN 978-2-8011-1404-9) (consulté le 16 avril 2023)
- (ru) Iartseva, V. N. (dir.), Лингвистический энциклопедический словарь [« Dictionnaire encyclopédique de linguistique »], Moscou, Sovietskaïa Entsiklopedia, 1990 (consulté le 7 octobre 2019)
- (hu) Kálmán, László et Trón, Viktor, Bevezetés a nyelvtudományba [« Introduction à la linguistique »], 2de édition, augmentée, Budapest, Tinta, 2007  (ISBN 978-963-7094-65-1) (consulté le 16 avril 2023)
- (hu) Kis, Tamás (dir.), A szlengkutatás útjai és lehetőségei [« Voies et possibilités de la recherche du slang »], Debrecen, Kossuth Egyetemi Kiadó, 1997,  (ISBN 963-472-181-8), p. 237-296 ; en ligne : A szlengkutatás útjai és lehetőségei (fichier Word, RTF ou TTF à décharger) (consulté le 7 octobre 2019). Chapitres :
  - Klimeš, Lumír, « Szlengkutatás Csehszlovákiában, valamint Csehországban és Szlovákiában 1920-1996 között » [« Recherches sur le slang en Tchécoslovaquie, ainsi qu’en Tchéquie et en Slovaquie entre 1920 et 1996 »], p. 41-60
  - Szabó, Dávid, « A francia argó » [« L’argot français »], p. 159-181
  - Tender, Tõnu, « Az észt szleng és kutatása » [« Le slang estonien et les recherches le concernant »], p. 91-118
- Krieg-Planque, Alice, Langue de bois, Publictionnaire. Dictionnaire encyclopédique et critique des publics, mis à jour le 27 février 2019 (consulté le 7 octobre 2019)
- (en) Martínez, Eric, Mollica, Francis et Gibson, Edward, « Poor writing, not specialized concepts, drives processing difficulty in legal language », Cognition, vol. 224,‎ juillet 2022, p. 105070 (DOI 10.1016/j.cognition.2022.105070, lire en ligne, consulté le 18 juin 2025)
- Stourdzé, Colette, Les niveaux de langue, Reboullet, André (dir.), Guide pédagogique pour le professeur de français langue étrangère, Paris, Hachette, 1971, p. 37-44
- Turpin, Béatrice, Le jargon, figure du multiple, La linguistique, vol. 38, no  1, 2002, p. 53-68 (consulté le 7 octobre 2019)
- (nl) Verburg, André, « De rechter tussen straattaal en jargon: op weg naar begrijpelijke uitspraken », Ars Aequi,‎ février 2018, p. 169-173 (lire en ligne )
- (hu) Zsemlyei, János, « A mai magyar nyelv szókészlete » [« Lexique du hongrois d’aujourd’hui »], fragments du cours universitaire A mai magyar nyelv szókészlete és szótárai [« Lexique et dictionnaires du hongrois d’aujourd’hui »], Cluj-Napoca, Erdélyi Tankönyvtanács, 2002 ; en ligne : 1re partie, 2009 (consulté le 7 octobre 2019)